# باشگاه فوتبال رئال سالت لیک
رئال سالت لیک (به انگلیسی: Real Salt Lake) یک تیم فوتبال در سالت لیک سیتی در آمریکا است که در لیگ برتر فوتبال آمریکا (ام اس ال) بازی می‌کند.

## بازیکنان فعلی

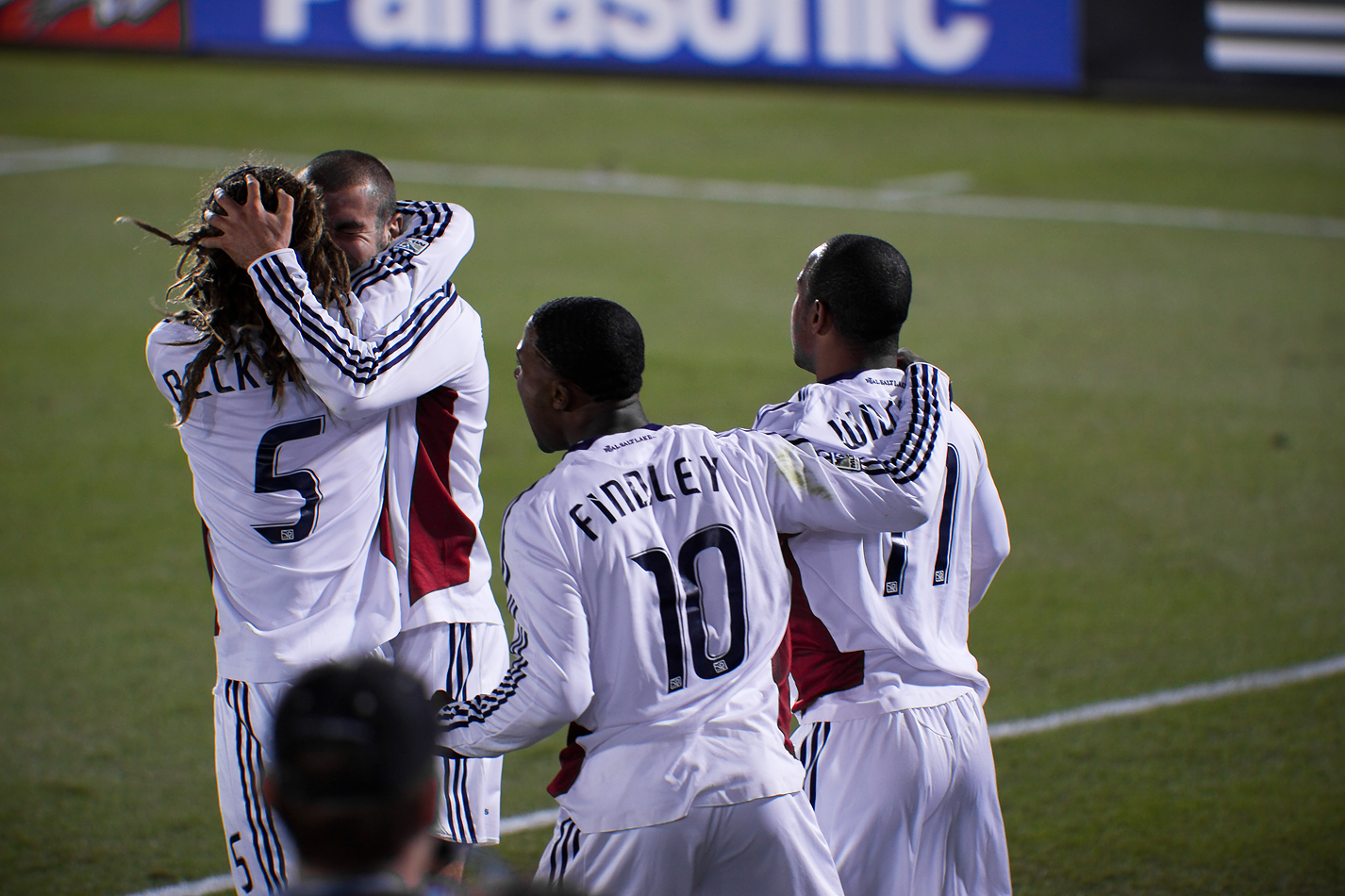

| شماره |                     | نقش       | بازیکن         |
| ----- | ------------------- | --------- | -------------- |
| ۱     | ایالات متحده آمریکا | دروازه‌بان | تیم ملیا       |
| ۲     | ایالات متحده آمریکا | مدافع     | تونی بلتران    |
| ۳     | ایالات متحده آمریکا | مدافع     | روبی راسل      |
| ۴     | کلمبیا              | مدافع     |                |
| ۵     | ایالات متحده آمریکا | هافبک     | کایل بکرمن     |
| ۶     | ایالات متحده آمریکا | مدافع     | نات بورچرز     |
| ۷     | ایالات متحده آمریکا | فوروارد   |                |
| ۸     | کانادا              | هافبک     | ویل جانسون     |
| ۱۰    | ایالات متحده آمریکا | فوروارد   | روبی فیندلی    |
| ۱۱    | آرژانتین            | مدافع     |                |
| ۱۲    | هائیتی              | هافبک     | ژان الکساندر   |
| ۱۵    | کاستاریکا           | فوروارد   | آلوارو سابوریو |

| شماره |                     | نقش       | بازیکن        |
| ----- | ------------------- | --------- | ------------- |
| ۱۷    | ایالات متحده آمریکا | مدافع     | کریس وینگرت   |
| ۱۸    | ایالات متحده آمریکا | دروازه‌بان | نیک ریماندو   |
| ۱۹    | برزیل               | فوروارد   | پابلو کامپوس  |
| ۲۰    | ایالات متحده آمریکا | هافبک     |               |
| ۲۱    | ایالات متحده آمریکا | هافبک     |               |
| ۲۲    | آرژانتین            | هافبک     | نلسون گونزالز |
| ۲۴    | ایالات متحده آمریکا | دروازه‌بان |               |
| ۲۶    | ایالات متحده آمریکا | هافبک     | کالن وارنر    |
| ۲۸    | ایالات متحده آمریکا | مدافع     |               |
| ۳۰    | ایالات متحده آمریکا | مدافع     |               |
| ۳۳    | ایالات متحده آمریکا | مدافع     | دیوید هورست   |
| ۷۷    | جامائیکا            | هافبک     | اندی ویلیامز  |